# Гонсалес, Умберто
Умберто Гонсалес (исп. Humberto González; 25 марта 1966, Несауалькойотль, Мексика) — мексиканский боксёр. Чемпион мира в 1-й наилегчайшей весовой категории (WBC, 1989—1990, 1991—1993, 1994—1995; IBF, 1994—1995).

## Профессиональная карьера
Дебютировал на профессиональном ринге 4 сентября 1984 года, одержав победу по очкам.

### Чемпионский бой сЛи Ёль У
25 июня 1989 года встретился с чемпионом мира в 1-м наилегчайшем весе по версии WBC южнокорейцем Ли Ёль У. Поединок продлился все 12 раундов. Судьи единогласно отдали победу Гонсалесу: 115—113, 116—113, 117—114. Умберто, впервые в карьере, стал чемпионом мира.

### Защиты титула (1989—1990)
9 декабря 1989 года победил по очкам экс-чемпиона мира в 1-м наилегчайшем весе южнокорейца Чан Джон Гу. Счёт судей: 118—111, 118—110, 119—109.
24 марта 1990 года нокаутировал в 3-м раунде колумбийца Франсиско Техедора.
4 июня 1990 года нокаутировал в 3-м раунде кубинца Луиса Монсоте.
23 июля 1990 года нокаутировал в 5-м раунде южнокорейца Лим Джон Гына.
25 августа 1990 года нокаутировал в 9-м раунде мексиканца Хорхе Риверу.

### Поражение от Роландо Паскуа и потеря титула
19 декабря 1990 года проиграл нокаутом в 6-м раунде филиппинцу Роландо Паскуа и потерял титул WBC. Это поражение стало первым в карьере Гонсалеса.

### Чемпионский бой сМельчором Кобом Кастро
3 июня 1991 года встретился с чемпионом мира в 1-м наилегчайшем весе по версии WBC мексиканцем Мельчором Кобом Кастро. Поединок продлился все 12 раундов. Судьи единогласно отдали победу Гонсалесу: 116—113 и 116—112 (дважды).

### Защиты титула (1992)
27 января 1992 года победил по очкам доминиканца Доминго Сосу. Счёт судей: 114—109, 115—109, 115—107.
7 июня 1992 года нокаутировал в последнем, 12-м, раунде южнокорейца Ким Гван Сона.
14 сентября 1992 года нокаутировал во 2-м раунде экс-чемпиона мира в минимальном весе тайца Напу Киатванчаи.
7 декабря 1992 года во второй раз встретился с Мельчором Кобом Кастро. Победил по очкам. Счёт судей: 117—112, 115—113, 117—111.

### Объединительный бой сМайклом Карбахалем
13 марта 1993 года встретился в объединительном бою с чемпионом мира в 1-м наилегчайшем весе по версии IBF не имеющим поражений американцем Майклом Карбахалем. Проиграл нокаутом в 7-м раунде и потерял титул WBC. Стоит отметить, что Умберто вёл на карточках судей с одинаковым счётом — 58-54. Поединок был признан «боем года» (1993) по версии журнала «Ринг».

### Второй бой сМайклом Карбахалем
19 февраля 1994 года спортсмены встретились во второй раз. Поединок продлился все 12 раундов. Мнения судей разделились. Один судья отдал победу Карбахалю (115—114), двое судей — Гонсалесу (117—113 и 115—113). Таким образом, Гонсалес взял реванш и отобрал титулы WBC и IBF.
10 сентября 1994 года досрочно победил аргентинца Хуана Доминго Кордобу и защитил титулы.

### Третий бой сМайклом Карбахалем
12 ноября 1994 года провёл третий бой с Майклом Карбахалем. Поединок продлился все 12 раундов. Один судья решил, что была ничья (114—114). Двое судей отдали победу мексиканцу: 117—114 и 116—113.
31 марта 1995 года нокаутировал в 5-м раунде колумбийца Хесуса Суньигу и защитил титулы.

### Бой сСаманом Сорджатуронгом
15 июля 1995 года проводил защиту своих титулов в бою против бывшего претендента на титул чемпиона мира в минимальном весе тайца Самана Сорджатуронга. Проиграл техническим нокаутом в 7-м раунде. Отметим, что Гонсалес вёл на карточках судей (58-53, 59-53, 58-54). Поединок был признан «боем года» (1995) по версии журнала «Ринг». После этого поражения Гонсалес ушёл из бокса.

## Титулы и достижения
- Чемпион мира в 1-м наилегчайшем весе по версии WBC (1989—1990, 1991—1993, 1994—1995).
- Чемпион мира в 1-м наилегчайшем весе по версии IBF (1994—1995).

## Признание
- Включён во Всемирный зал боксёрской славы.
- В 2006 году включён в Международный зал боксёрской славы[20].